# Gordon McCauley
Pour les articles homonymes, voir McCauley.
Gordon McCauley (né le 9 mars 1972 à Balclutha) est un coureur cycliste néo-zélandais. Il a remporté l'UCI Oceania Tour 2006 grâce à ses victoires au Tour de Southland, au contre-la-montre et à la course en ligne des championnats d'Océanie de cyclisme sur route à la fin de l'année 2005.

## Palmarès et résultats

### Palmarès par année
- 1996
  - Classement général du Tour de Southland
  - 2e du championnat de Nouvelle-Zélande sur route
- 1997
  -  Champion de Nouvelle-Zélande sur route
- 1998
  - Surrey League Five Days :
    - Classement général
    - 3e étape
- 1999
  - Girvan Three Day
  - 1re étape des GS Europa Two Day
  - 2e des GS Europa Two Day
- 2000
  - Romsée-Stavelot-Romsée
  - Grand Prix de la ville de Pérenchies
  - Grand Prix de Dourges
  - 3e de l'Internatie Reningelst
- 2001
  -  Champion de Nouvelle-Zélande sur route
  - Archer Grand Prix
  - 3e et 4e étapes du Tour de Southland
  - 2e de l'Havant International Grand Prix
  - 2e de Bruxelles-Ingooigem
  - 3e de la Puivelde Koerse
- 2002
  -  Champion de Nouvelle-Zélande sur route
  -  Champion de Nouvelle-Zélande du contre-la-montre
  - Jock Wadley Memorial
  - Wanzele Koerse
  - Archer Grand Prix
  - Puivelde Koerse
  - Mémorial Thijssen
  - Chris Ibbotson Memorial
  - Grand Prix Marcel Kint
  - 8e étape du Tour de Southland
  - 3e du Grand Prix de la ville de Zottegem
  - 3e du Grand Prix Herning
  - 3e du Samyn
- 2003
  -  Champion de Nouvelle-Zélande du contre-la-montre
  - 8e et 11e étapes de l'International Cycling Classic
  - Te Awamutu Open Road Race
  - 4e étape du Tour de Southland
  - À travers le Hageland
  - 2e du Grand Prix d'Affligem
  - 2e du Lincoln Grand Prix
- 2004
  - Boulevard Road Race
  - 1re étape du Tour de Temecula
  - Captech Classic Richmond
  - 4e et 9e étapes du Tour de Southland
  - 2e de la Valley of the Sun Stage Race
- 2005
  -  Champion d'Océanie sur route
  -  Champion d'Océanie du contre-la-montre
  -  Champion de Nouvelle-Zélande sur route
  - Tour de Taranaki :
    - Classement général
    - 1re, 2e, 3e et 5e étapes

  - Classement général du Tour du Gippsland
  - Classement général du Tour de Southland
  - 2e du championnat de Nouvelle-Zélande du contre-la-montre
  - 3e du Tour de Tasmanie
  - 3e du championnat de Nouvelle-Zélande du critérium
- 2006
  - UCI Oceania Tour
  -  Médaillée de bronze du contre-la-montre aux Jeux du Commonwealth
  - 4e étape du Tour de Southland
  - 2e de la Nevada City Classic
  - 2e du Lake Taupo Cycle Challenge
- 2007
  -  Champion d'Océanie du contre-la-montre
  -  Champion de Nouvelle-Zélande de critérium
  - 1re et 2e étapes du Tour de Vineyards
  - 1re, 2e et 7e étapes du Tour de Wellington
  - Blackpool Criterium
  - Tour of Pendle
  - 2e du championnat de Nouvelle-Zélande du contre-la-montre
  - 2e du Lincoln Grand Prix
  - 3e de la Perfs Pedal Race
  - 3e du Colne Grand Prix
  - 3e du Tour de Vineyards
  - 3e du championnat de Nouvelle-Zélande sur route
- 2008
  - REV Classic
  - 1re étape du Tour de Wellington
  - 2e, 4e et 7e étapes des Benchmark Homes Series
  - 3e étape du Tour de Southland
  - 2e des Benchmark Homes Series
  - 2e du Tour de Southland
  - 2e du Lake Taupo Cycle Challenge
  - 3e du championnat de Nouvelle-Zélande du contre-la-montre
- 2009
  -  Champion de Nouvelle-Zélande sur route
  - REV Classic
  - 1re et 5e étapes du Benchmark Homes Series
  - Counties Manukau Time Trial
  - TelstraClear Challenge
  - Wanganui Grand Prix
  - Round the Mountain Classic
  - 5e étape du Tour de Southland
  - 2e du Benchmark Homes Series
  - 2e de l'UCI Oceania Tour
- 2010
  -  Champion de Nouvelle-Zélande du contre-la-montre
  - Mauku Mountain Classic
  - 2e et 4e étapes du Tour de Taranaki
  - TelstraClear Challenge
  - 13e étape du Tour of the Murray River
  - Classement général du Tour de Tasmanie
  - 2e de la REV Classic
  - 3e de Le Race
  - 3e du Tour of the Murray River
- 2012
  -  Champion de Nouvelle-Zélande sur route masters 2
  - 5e étape du Tour of the Great South Coast
  - 2e et 4e étapes des Benchmark Homes Series
  - 10e étape du Tour of the Murray River
  - Bruce Kent Memorial
- 2013
  - BDO Wellington to Auckland Challenge :
    - Classement général
    - 2e, 4e, 5e, 7e et 11e étapes

  - 2e étape du Tour de Lakes
  - Tour de Taranaki :
    - Classement général
    - 4e étape
- 2015
  - Cycle Challenge Taranaki
  - Mauku Mountain Classic
  - 3e étape du Tour de Taranaki
- 2016
  - 1re étape du BDO Tour of Northland
- 2018
  - Cycle Challenge Taranaki
  - Round the Mountain Classic
- 2020
  - Cycle Challenge Taranaki
- 2023
  - 2eb et 4ea étapes du Tour des Samoa
  - 3e du Tour des Samoa

### Classements mondiaux
| Année            | 2005 | 2006 | 2007 | 2008 | 2009 | 2010 |
| ---------------- | ---- | ---- | ---- | ---- | ---- | ---- |
| UCI Africa Tour  |      |      |      |      |      | 63e  |
| UCI Oceania Tour | 22e  | 1er  | 8e   | 7e   | 2e   | 34e  |